# Họ Cốc
Họ Cốc (danh pháp khoa học: Phalacrocoracidae) là một họ chim gồm khoảng 40 loài, bao gồm cốc (cormorant) và cốc mào (shag). Có nhiều cách phân loại họ này đã được đề xuất gần đây, nhưng vào năm 2021, IOU (trước đây là IOC) đã đồng thuận thông qua cách phân loại gồm bảy chi. Cốc đế (Phalacrocorax carbo) và Gulosus aristotelis là hai loài duy nhất trong họ này phân bố ở Anh và Ireland và các tên gọi "cormorant" và "shag" sau đó đã được gán cho các loài khác nhau trong họ một cách hơi tùy tiện.
Đánh cá bằng chim cốc là một phương pháp đánh cá cổ truyền trong đó người đánh cá huấn luyện chim cốc để bắt cá ở các con sông. Đánh cá bằng chim cốc đã được thực hành ở Nhật Bản và Trung Quốc từ thế kỷ 3. Ở Âu châu thỉnh thoảng nó cũng là một môn thể thao cho giới quý tộc.

## Phân loại

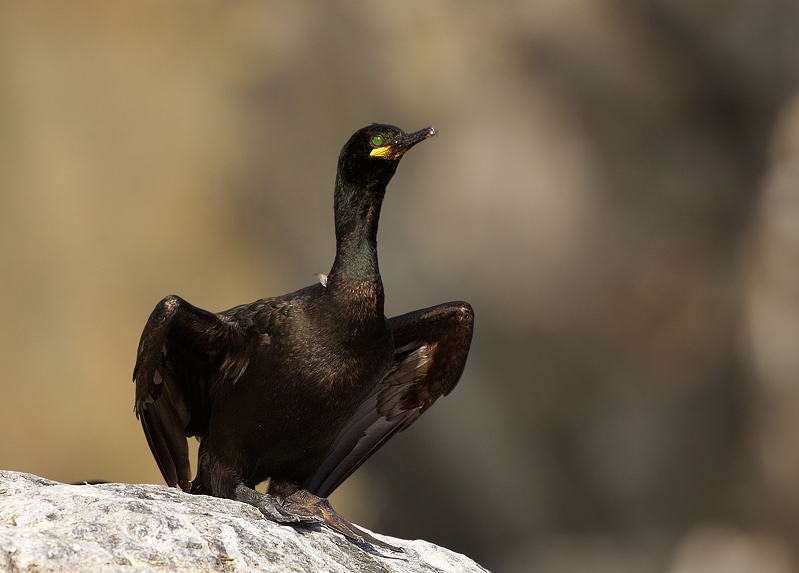
Phalacrocorax aristotelis

Theo IOU, Sách đỏ IUCN và BirdLife International, họ Cốc bao gồm 7 chi:
| Hình ảnh | Chi                           | Các loài |
| -------- | ----------------------------- | --- |
|          | Microcarbo Bonaparte, 1856    | - Microcarbo coronatus - Microcarbo niger - Cốc đen - Microcarbo melanoleucos - Microcarbo pygmaeus - Microcarbo africanus - †Microcarbo serventyorum |
|          | Poikilocarbo Boetticher, 1935 | - Poikilocarbo gaimardi |
|          | Urile Bonaparte, 1855         | - Urile penicillatus - Urile urile - Urile pelagicus - †Urile perspicillatus |

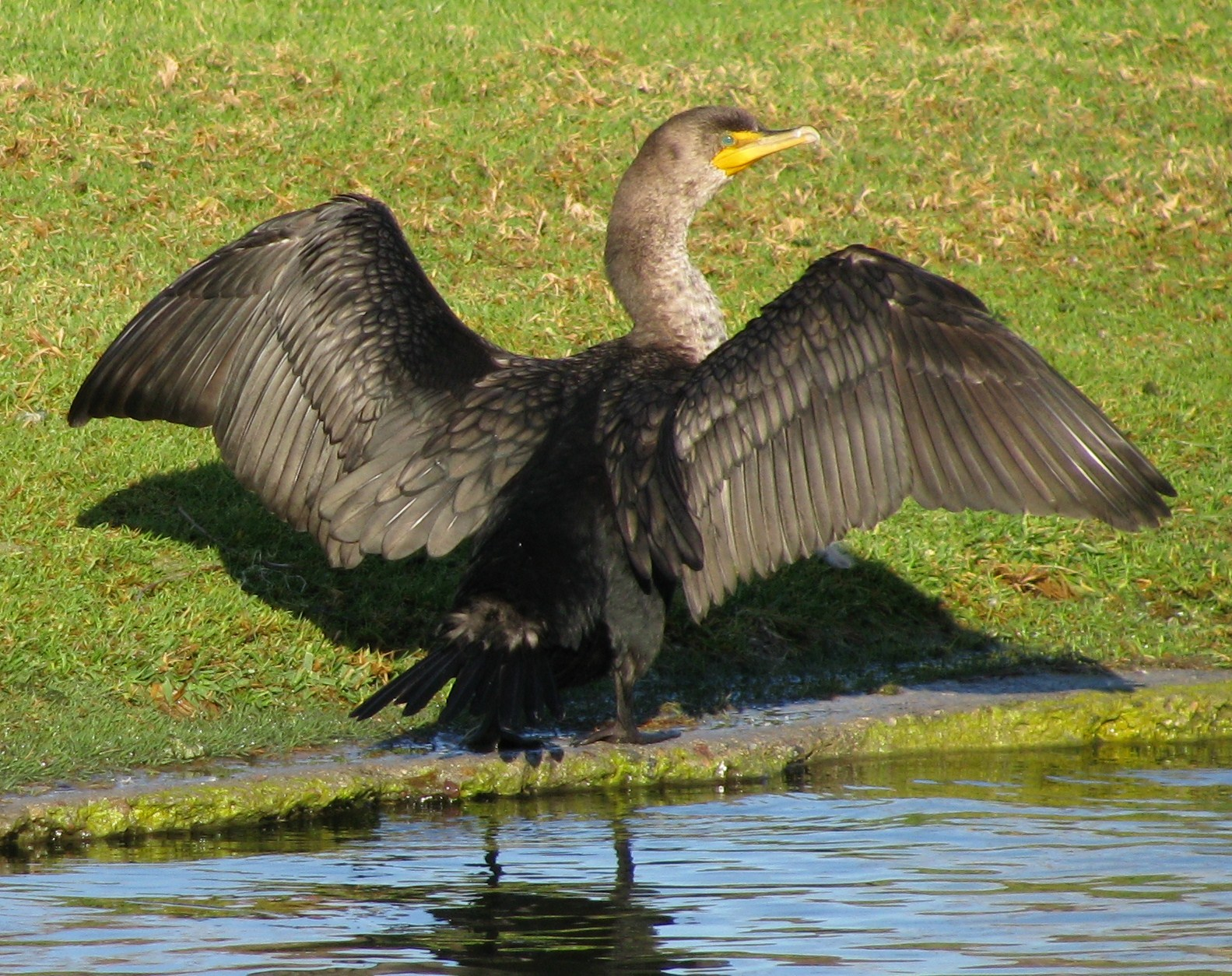
Phalacrocorax auritus

|          | Phalacrocorax Brisson, 1760   | - Phalacrocorax neglectus - Phalacrocorax nigrogularis - Phalacrocorax featherstoni - Phalacrocorax punctatus - Phalacrocorax fuscescens - Phalacrocorax varius - Phalacrocorax sulcirostris - Phalacrocorax fuscicollis - Cốc đế nhỏ - Phalacrocorax capensis - Phalacrocorax capillatus - Phalacrocorax lucidus - Phalacrocorax carbo - Cốc đế                                                                      |
|          | Gulosus Montagu, 1813         | - Gulosus aristotelis |
|          | Nannopterum Sharpe, 1899      | - Nannopterum harrisi - Nannopterum brasilianum - Nannopterum auritum |
|          | Leucocarbo Bonaparte, 1856    | - Leucocarbo magellanicus - Leucocarbo bougainvillii - Leucocarbo ranfurlyi - Leucocarbo carunculatus - Leucocarbo onslowi - Leucocarbo chalconotus - Leucocarbo stewarti - Leucocarbo colensoi - Leucocarbo campbelli - Leucocarbo atriceps - Leucocarbo georgianus - Leucocarbo melanogenis - Leucocarbo bransfieldensis - Leucocarbo verrucosus - Leucocarbo nivalis - Leucocarbo purpurascens - Cốc mào Macquarie |